# Nils Bock
Nils Bock, död 1647, var skarprättare i Växjö mellan åren 1637 och 1647. Han antogs som bödel i staden 1637 och var en benådad tjuv från Stockholm.
Bock var en illa omtyckt bödel som ofta var berusad och misskötte sig under sitt yrkesutövande. Han grävde sällan ned sina offer på hederligt vis, utan lät både händer och fötter sticka upp ur jorden. Han var en återkommande återfallsförbrytare som fann nöjet i att vandra omkring med sitt gevär och med uppsåt skrämma allmogen. Han anklagades flera gånger för stöld och bedrog människor under sina hästaffärer. Bock satt frihetsberövad vid Kronobergs slottsruin. År 1644 dömde rådhusrätten i Växjö Bock till hängning och hans hustru till "kvick i jorden gravas" för stöld; straffet blev dock mildrat av hovrätten. Han dömdes till döden flera gånger för horsbrott. 
Efter att varit dödsdömd otaliga gånger verkställde häradsrätten i Konga avrättningen på Bock i oktober 1647. Nils Bock anses varit förlaga till bödeln i Vilhelm Mobergs roman Rid i natt! (1941).